# James MacPherson Le Moine
Pour les articles homonymes, voir Le Moine (homonymie).
Sir James MacPherson Le Moine (né à Québec le 21 janvier 1825 - décédé à Québec (ancienne ville de Sillery) le 5 février 1912) est un avocat et écrivain québécois qui a principalement œuvré à Québec.

## Biographie
James MacPherson Le Moine nait à Québec le 21 janvier 1825 de l'union de Benjamin Le Moine et de Julia Ann McPherson. En 1828, Julian Ann décède et le jeune Le Moine est pris en tutelle chez ses grands-parents maternels. C'est en guise de reconnaissance envers son grand-père, le seigneur Daniel MacPherson, qu'il ajoutera plus tard le patronyme MacPherson à son nom. En 1838, il fait ses études au Petit Séminaire de Québec ce qui l'amène, six ans plus tard, à effectuer un stage à titre de clerc auprès de Joseph-Noël Bossé,. Il est ensuite admis au Barreau en 1850. Pendant les huit années suivantes, il pratique le droit dans la ville de Québec. Pendant ce temps, en 1856, il épouse Mary Atkinson, un mariage duquel naîtront deux filles Jeanette Julia et Sophia Annie.
En 1860, il est nommé inspecteur du revenu pour le district de Québec. La même année, il habite Spencer Grange (dans le parc du Bois-de-Coulonge) à Sillery dans la demeure d'Henry Atkinson, l'oncle de son épouse. Il profite des espaces verts avoisinant cette demeure pour s'adonner à l'étude et à l'observation des oiseaux. Son intérêt pour le sujet est tel qu'il aménage dans la villa, un espace muséal consacré à l'ornithologie et l'archéologie. Entre 1870 et 1879, il est d'ailleurs conservateur du musée de la société littéraire et historique du Québec.
De 1894 à 1895, il préside la Société royale du Canada, dont il a précédemment été l'un des membres fondateurs. En 1897, il est fait chevalier par la reine Victoria. Il se voit décerner en 1901 un doctorat honoris causa en droit du Bishop's College de Lennoxville.
James MacPherson Le Moine meurt à Sillery, le 5 février 1912 à l'age de 87 ans.

### Homme de lettres
La carrière littéraire très multidisciplinaire de James MacPherson Le Moine est considérée par certains comme étant une des plus prolifiques de la deuxième moitié du XIXe siècle. Il fait entre autres paraître des biographies de personnalités canadiennes et des ouvrages qui portent sur l'histoire et les légendes locales. En 1862, il publie également un récit de voyage sous le titre The Lower St. Lawrence, or Quebec to Halifax via Gaspé and Pictou.  Par ailleurs, il collabore aussi à la revue The Canadian Naturalist and Geologist en y publiant son premier essai portant sur les oiseaux présents dans la région de Québec.
Amateur de pêche, de chasse d’horticulture et d'ornithologie, il consacre une partie de sa production à ces sujets, dont les titres, Ornithologie du Canada et Les pêcheries du Canada respectivement publiés en 1860-1861 et 1863. Préoccupé par les menaces pesant sur certaines espèces, il profite de ses nombreuses études pour formuler « des mises en garde en même temps qu'il suggère aux gouvernements l'adoption de mesures de protection ».
En 1871, James MacPherson Le Moine rencontre Joseph Jones Acteson, un des douze survivants du naufrage du Colborne, un voilier de la marine anglaise, qui a eu lieu en 1838 en Gaspésie. C'est le récit de ce survivant qui inspire Le Moine à écrire l'ouvrage The Chronicles of the St.Lawrence qu'il publie en 1878.

## Hommages
- L'avenue James-LeMoine a été nommée en son honneur, en 1946, dans l'ancienne ville de Sillery, maintenant présente dans la ville de Québec.
- Une plaque "Ici vécut de la ville de Québec est présente au 5 rue Hébert, en son honneur, pour indiquer son ancien lieu de résidence.

## Œuvres publiées[5]
- Ornithologie du Canada. 1860–1861.
- Maple Leaves. 1863–1906 (7 volumes).
- Les pêcheries du Canada, 1863.
- La mémoire de Montcalm vengée, 1864.
- Album canadien: histoire, archéologie, ornithologie, 1870.
- L'album du touriste, 1872.
- Histoire des fortifications et des rues de Québec, 1875.
- Quebec Past and Present. 1876.
- The Chronicles of the St. Lawrence, 1878.
- Origin of the Festival of Saint-Jean-Baptiste, 1880.
- The Scot in New France, 1881.
- Picturesque Quebec. 1882.
- Monographies et esquisses, 1885.
- Chasse et pêche au Canada. Québec, Hardy, 1887.
- Historical Notes of Quebec and its Environs, 1890.
- The Legends of the St. Lawrence, 1898.
- The Port of Quebec, its Annals 1535-1900, 1901.